# Ромеро, Пабло
Па́бло Роме́ро Эрна́ндес (исп. Pablo Romero Hernández; род. 1961) — кубинский боксёр полутяжёлой весовой категории, выступал за сборную Кубы в 1980-е годы. Дважды чемпион мира, обладатель серебряной медали мирового первенства, дважды победитель Панамериканских игр, многократный победитель и призёр национального первенства. Несмотря на обилие титулов и наград, Ромеро ни разу не удалось поучаствовать в состязаниях летних Олимпийских игр — правительство страны бойкотировало Игры 1984 и 1988 годов.

## Биография
Пабло Ромеро родился в 1961 году, в подростковом возрасте начал активно заниматься боксом, не оставлял это занятие и во время службы в армии. Первого серьёзного успеха на ринге добился в возрасте восемнадцати лет, когда выиграл бронзовую медаль на турнире
«Хиральдо Кордоба» в Гаване. В 1980 году молодой боксёр занял третье место на чемпионате Кубы, легко обыграв признанных фаворитов. Следующий сезон из-за травмы пришлось практически полностью пропустить, но в 1982 году он успешно вернулся в сборную, одержал победу на кубинском первенстве и съездил на триумфальный для себя чемпионат мира в Мюнхен, где взял верх над всеми оппонентами и удостоился золотой награды. Ещё одна важная победа пришла к нему в 1983 году, когда он стал чемпионом Панамериканских игр в Каракасе, побив в финале знаменитого Эвандера Холифилда.
На мировом первенстве 1986 года в американском Рино Ромеро завоевал в полутяжёлом весе ещё одну золотую медаль, а год спустя на Панамериканских играх в Индианаполисе защитил свой чемпионский титул этого турнира, победив в том числе будущего олимпийского чемпиона Эндрю Мейнарда. Последний раз спортсмен поучаствовал в крупном международном турнире в 1989 году, когда съездил на чемпионат мира в Москву и выиграл здесь серебряную медаль — в решающем матче ему не удалось переиграть титулованного немца Генри Маске. Поскольку конкуренция в сборной сильно возросла, вскоре после этих соревнований Пабло Ромеро принял решение завершить карьеру на ринге, уступив место молодым кубинским боксёрам.